# Wide Eyes Blind Love
Wide Eyes Blind Love è il secondo album in studio del cantautore britannico Passenger, pubblicato il 20 novembre 2009.

## Tracce
Tutte le tracce sono state scritte da Mike Rosenberg.
1. The Last Unicorn – 3:02
2. What Will Become of Us – 2:20
3. I See Love – 3:05
4. Rainbows – 1:43
5. Caravan – 2:58
6. Wide Eyes – 2:16
7. Underwater Bride – 4:20
8. Starlings – 1:31
9. Blind Love – 3:19
10. Snowflakes – 2:44